# Брусник (община Битоля)
Вижте пояснителната страница за други значения на Брусник.
Бру̀сник (на македонска литературна норма: Брусник; на гръцки: Μπρούσνικ) е село в община Битоля, Северна Македония.

## География
Селото се намира на 870 m надморска височина, в областта Пелагония, на 3 km източно от Битоля в планината Пелистер. В селото има шест църкви – „Свети Димитър“ от ΧΙΧ век, „Възнесение Господне“ („Свети Спас“) от началото на XX, и двете силно пострадали през Първата световна война, „Света Петка“, „Света Неделя“, „Рождество Богородично“, и манастирската „Свети Георги“.

## История
В 1607 година жителите на Брусник взимат едногодишен заем от вакъфа на Ахмед паша при месджида на шейх Хъзр Бали в Битоля в размер на 6000 акчета при лихва от 15% процента. Гаранти за парите са всички селяни, един за друг. В сиджил от 1620-1621 година е отбелязано, че 10 ханета (домакинства) в Брусник дължат военния данък нузул за османския поход срещу Полша.
В XIX век Брусник е село в Битолска каза на Османската империя. В 1893 година братята Васил, Петре и Ангел Ивановски откриват борбата за българска църковна независимост в селото. Благодарение на тях през 1898 година селото получава ферман за отваряне на българско училище.
Според статистиката на Васил Кънчов („Македония. Етнография и статистика“) от 1900 година Брусникъ е населявано от 755 българи християни.
На Етнографската карта на Битолския вилает на Картографския институт в София от 1901 година Брусник показано два пъти като чисто българско село в Битолската каза на Битолския санджак – веднъж със 116 къщи и веднъж със 113 къщи.
Според български източници между 1896 и 1900 година селото преминава под върховенството на Българската екзархия. Но в действителност населението на селото е разделено в конфесионално отношение. По данни на секретаря на Българската екзархия Димитър Мишев („La Macédoine et sa Population Chrétienne“) в 1905 година в Брусник има 456 българи екзархисти и 488 българи патриаршисти гъркомани и в селото функционират българско и гръцко училище. Екзархийските къщи в Брусник в 1905 година пострадват от гръцки нападения. Местната църква остава затворена до 1908 година заради спора между екзархисти и патриаршисти, но след Младотурската революция от 1908 година е построена нова църква за българите. Към 1906 – 1907 година енорийски свещеник на Екзархията в селото е Василий Петров.
По време на българското управление в Македония през Първата световна война Брусник е център на община в Битолска селска околия и има 990 жители.
Според германска карта, издадена в 1941 година, въз основата на преброяването на населението на Югославия от 1931 г. посочва селото като населено с 800 жители македонци.
В 1948 година селото има 964 жители. След 1961 година, когато брои 898 жители, селото започва интензивно да се разселва. Най-голям брой брусничани са заселени в Битоля, Скопие, а особено в Австралия, САЩ, Канада и Европа.
Според преброяването от 2002 година селото има 241 жители. През 2008 година селото има 186 жители., а според последното преброяване от 2021 година – 190 жители.
| Националност     | Всичко |
| северномакедонци | 179    |
| албанци          | 0      |
| турци            | 0      |
| роми             | 0      |
| власи            | 0      |
| сърби            | 1      |
| бошняци          | 0      |
| няма данни       | 9      |
| други            | 1      |

## Личности
Родени в Брусник
- Ангел Иваноски (1864 – 1919), български революционер и борец за българска църковна независимост[6]
- Божин Атанасов Скерлевски (1923 – 1944), югославски партизанин. От 1941 е член на СКМЮ и влиза в трета македонска ударна бригада. Умира в битка с български военни части при село Русце.[18]
- Бошко Станковски (1925 – 1987), югославски партизанин и политик
- Васил Иваноски (1858 – 1911), български революционер и борец за българска църковна независимост[6]
- Васко Карангелевски (1921 – 1977), народен герой на Югославия
- Дане Петковски (р. 1922), югославски партизанин и деец на комунистическата съпротива във Вардарска Македония
- Димче Миновски (р. 1942), северномакедонски журналист и писател
- Йован Кокаловски (1921 – 1990), поет и общественик
- Никола Алабаков (Ник Алабак, 1877 – 1935), деец на българската емиграция в Северна Америка
- Никола Иванов-Брусничанецо (1880 – 1906), български революционер[19][20]
- Панде Илиевски (1923 – 1944), югославски партизанин и деец на комунистическата съпротива във Вардарска Македония
- Петър Иваноски (1856 – 1929), български революционер и борец за българска църковна независимост[6]
- Сотир Ангелов Ивановски (? – 1918), син на Ангел Ивановски, загинал като български войник на фронта[6]
- Тале Огненовски (1922 – 2012), северномакедонски музикант